# Talaia Freda
El Puig de la Talaia Freda o, simplement, la Talaia Freda, amb els seus 562 metres, és la muntanya més alta de les Serres de Llevant. Està situada al municipi d'Artà i forma part de la Serra Artana.
El seu vessant nord mira cap a la badia d'Alcúdia i presenta penya-segats i rossegueres, mentre que el vessant sud, més suau, s'inclina cap a les valls de S'Alqueria Vella. A principis de la dècada dels 90 del segle xx, es volia instal·lar un radar meteorològic al cim, però l'oposició de l'Ajuntament d'Artà, governat aleshores pels Independents d'Artà, va impedir-ho.
Actualment, també és conegut com a Puig Morei o Puig de Morell, i antigament es denominava Puig de les Osques. No s'ha de confondre amb sa Talaia Morella de 429,38 m.

## Història i ús històric
La Talaia Freda ha estat un punt estratègic de vigilància durant segles. A l'edat mitjana i l'època moderna, es feia servir per detectar incursions de pirates i corsaris, que atacaven la costa mallorquina. Aquesta funció de vigilància es relaciona amb el sistema de talaies costaneres, encara que en aquest cas no es construí una torre fortificada.
A partir del segle XIX, va esdevenir un referent per excursionistes i geògrafs, apareixent en mapes i publicacions científiques.

## Geografia i geologia
La Talaia Freda és el punt més elevat de les Serres de Llevant. Des del cim, es poden veure la badia d'Alcúdia, la península del Llevant de Mallorca i, en dies clars, la Serra de Tramuntana.
Geològicament, la muntanya està formada per materials calcàries i margues del Mesozoic, amb fenòmens de carstificació que han generat coves i avencs.

## Microclima i influència en la vegetació i fauna
La Talaia Freda presenta un microclima caracteritzat per una major humitat relativa i temperatures més baixes en comparació amb les zones més baixes de les Serres de Llevant. La seva altitud i proximitat a la mar afavoreixen la formació de boires i una major condensació de la humitat, especialment durant els mesos més freds. Aquestes condicions han permès el desenvolupament d'una vegetació amb una combinació de garriga mediterrània, pinar i restes de alzinar, amb espècies com la estepa negra (Cistus monspeliensis), l’ullastre (Olea europaea var. sylvestris) i l’alzina (Quercus ilex).
Pel que fa a la fauna, la variació de condicions climàtiques afavoreix la presència d’espècies adaptades tant als ambients secs com a zones amb major humitat. Entre els vertebrats, destaca la presència del falcó pelegrí (Falco peregrinus), que troba a les parets abruptes un hàbitat ideal per niar, i de la geneta (Genetta genetta), que aprofita les zones boscoses com a refugi. A més, la zona acull diverses espècies d’invertebrats endèmics de Mallorca, especialment en ambients càrstics on troben microhàbitats estables.

## Rutes d'excursionisme
La Talaia Freda és un destí popular d'excursionisme dins del Parc Natural de la Península del Llevant. Les rutes més freqüents parteixen de S'Alqueria Vella, l’Ermita de Betlem i Es Verger.
- Ruta des de S'Alqueria Vella: 8 km (anada i tornada), 400 m de desnivell.[13]
- Ruta des de l’Ermita de Betlem: 12 km, travessa el Pas des Porc i el Puig de sa Creu. Recomanada per excursionistes experimentats.[14]

Diversos excursionistes han documentat ascensions a plataformes com Wikiloc.